# Metro 3D
Metro 3D (Metrópolis Digital) fue una compañía Europea-Americana de desarrollo y publicación de videojuegos fundada en 1996. Se especializó en crear juegos para las consolas Game Boy Advance, Nintendo GameCube, Sega Dreamcast y PlayStation 2.

## Juegos
- Aero the Acro-Bat
- Armada (videojuego)
- Armada 2: Star Command (a.k.a. Armada 2: Exodus; unreleased and abandoned)
- Armored Core 2: Another Age
- Armored Core 3
- Bubble Bobble
- Dark Angel: Vampire Apocalypse
- Defender of the Crown
- Dual Blades
- The Three Stooges
- R-Type Final
- RC Cars
- Stake: Fortune Fighters
- Star Command: Revolution
- Wings

etc